# Acqua su Marte (singolo)
Acqua su Marte è un singolo del rapper italiano Tormento, pubblicato il 29 marzo 2019.
Il singolo, prodotto dagli SDJM, ha visto la collaborazione del rapper italiano J-Ax.
Il 01 giugno 2019 il brano è stato scelto dall'emittente televisivo Sky Sport come sigla dei mondiali di calcio femminile 2019 con una versione appositamente riadattata per l'evento.

## Successo commerciale
In Italia è stato il 76º singolo più trasmesso dalle radio nel 2019.

## Video musicale
il videoclip è stato pubblicato il 5 aprile 2019 sul canale YouTube del rapper. 